# Władysławowo (województwo warmińsko-mazurskie)
Władysławowo (niem. Ellerwald I Trift) – wieś w Polsce położona w województwie warmińsko-mazurskim, w powiecie elbląskim, w gminie Elbląg. Leży na obszarze Żuław Elbląskich.
Miejscowość znajdowała się w pasie XVI i XVII-wiecznego osadnictwa mennonickiego-olęderskiego, którego pozostałością jest zachowany cmentarz mennonicki.
Wieś komornictwa zewnętrznego Elbląga w XVII i XVIII wieku. W latach 1975–1998 miejscowość należała administracyjnie do województwa elbląskiego.